# 追憶 (1957年の映画)
『追憶』（ついおく、The Helen Morgan Story）は1944年のアメリカ合衆国の映画。
1920年代にトーチソングとミュージカルで人気となり「ブロードウェイの女王」といわれたヘレン・モーガンの生涯を描いている。
マイケル・カーティス監督の作品で、出演はアン・ブライスやポール・ニューマンなど。

## キャスト
※括弧内は日本語吹替（初回放送1967年3月25日『土曜洋画劇場』21:00-23:00）
- ヘレン・モーガン：アン・ブライス（里見京子）
- ラリー・マダックス：ポール・ニューマン（川合伸旺）
- ラッセル・ウェイド：リチャード・カールソン（保科三良）
- ホワイティ・クラウス：ジーン・エヴァンス（小林清志）
- ベニー・ウィーバー：アラン・キング（加茂嘉久）
- ドリー・エヴァンス：カーラ・ウィリアムズ（小原乃梨子）
- シュー：バージニア・ヴィンセント（花形恵子）

## スタッフ
- 監督：マイケル・カーティス
- 製作：マーティン・ラッキン
- 脚本：オスカー・ソウル、ディーン・リーズナー、スティーヴン・ロングストリート、ネルソン・ギディング
- 撮影：テッド・マッコード
- 音楽：レイ・ハインドーフ[2]
- 演奏・振付：リロイ・プリンツ
- 歌：ゴーギー・グラント
- 編曲：チャールズ・ヘンダーソン